# Родоалд
Родоалд (на латински: Rodoald, Rodwald) е от 652 до 653 г. крал на лангобардите в Италия.

## Биография
Родоалд е син на Ротари и Гундеперга, вдовицата на Ариоалд, дъщеря на Аутари и Теодолинда. Твърди се, че бил много развратен. Убит е само след 5 месеца царстване от съпруг на своя любовница.
След него следва Ариперт I.